# Resolució 1690 del Consell de Seguretat de les Nacions Unides
La Resolució 1690 del Consell de Seguretat de les Nacions Unides fou adoptada per unanimitat el 20 de juny de 2006. Després de reafirmar les resolucions anteriors a Timor Oriental, en particular les resolucions 1599 (2005) i 1677 (2006), el Consell va renovar el mandat de l'Oficina de les Nacions Unides a Timor Oriental (UNOTIL) dos mesos fins al 20 d'agost de 2006.

## Resolució

### Observació
El Consell de Seguretat va expressar la seva preocupació per la violència a l'illa i les conseqüències humanitàries. Va condemnar els atacs contra persones i béns i va donar la benvinguda als funcionaris de les Nacions Unides per avaluar la situació sobre el terreny.

### Actes
El Consell va decidir ampliar el mandat de la UNOTIL fins al 20 d'agost de 2006, amb vista a enfortir el paper de les Nacions Unides al país més enllà de l'expiració del seu mandat. Va expressar el seu ple suport al desplegament de forces de seguretat per part d'Austràlia, Malàisia, Portugal i Nova Zelanda per restablir l'estabilitat a Timor Oriental, a petició del govern; les forces també facilitarien el lliurament d'ajuda humanitària als que ho necessitaven. A més, les forces internacionals van ser cridades a cooperar amb el govern de Timor i amb UNOTIL.
Mentrestant, es va instar a totes les parts de Timor Oriental a abstenir-se de la violència. La resolució va demanar al Secretari General de les Nacions Unides que informés sobre el futur post-UNOTIL el 7 d'agost de 2006, tenint en compte la situació actual. S'establirà una comissió d'investigació independent per analitzar els esdeveniments.
Finalment, es va instar a la comunitat de donants a respondre amb urgència a una crida de les Nacions Unides sobre l'assistència humanitària a Timor Oriental.